# Вільна частина
Вільна частина на гербі — геральдична фігура у геральдиці.
Це невелике поле на гербі, яке виділяється в певній частині поля (як правило, верхній кут) особливим зображенням та розміром. Він з'явився з почеттвертування, і його також називають чвертьполем.
В описі це називається вільною частиною або чвертю (оскільки він є чвертю поля щита). Про місце, де розташований квадрат, слід повідомити (записати). Як це зазвичай буває в геральдиці, відкриті чверті, зміщені в нижніх кутах, є рідкістю і вимагають особливої уваги при описі герба .Часто це зменшений квадрат, який ще називають маленьким квадратом. Якщо він зменшується приблизно до 1/3 висоти і ширини щита, геральдист називає його квадратиком (у верхньому куті, місце в третій частині щита, праворуч або ліворуч). Це відкрите положення поля використовується для вставки сюди бризури.
Особлива назва — одинарний кут, кантон у щиті. Це вільний куточок. Це перетин дуже маленького поля в одному з верхніх кутів герба в голові щита. Його розмір не четверта, а восьма частина щита.

Вільна частина зправа
Вільна частина зліва
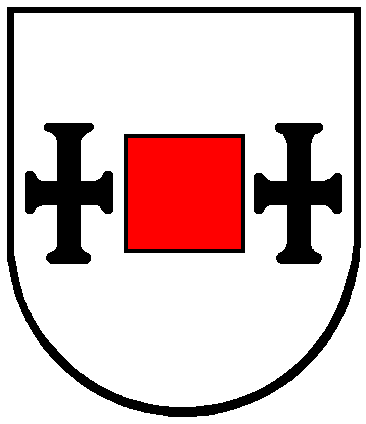
Центральна вільна частина
Використання вільної частини і хреста
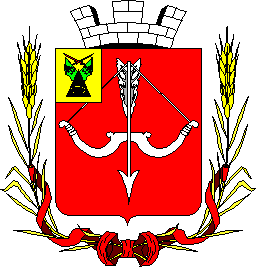
Герб Пирятина (1865)

## Вебпосилання
- Freiviertel im Heraldik-Wiki